# Hodgkinviridae
Hodgkinviridae ist eine im März 2025 als Familie eingerichtete Gruppe von Viren mit Kopf-Schwanz-Aufbau vom Morphotyp B (Siphoviren).
Ihre Wirte sind Bakterien, was sie als Bakteriophagen klassifiziert.

## Beschreibung
Die Hodgkinviridae sind lytische Bakteriophagen vom Morphotyp der Siphoviren. Ihr Genom zeigt zirkuläre Permutationen (circular permutations, vergleiche Madisaviridae, Saparoviridae, Vertoviridae und Zobellviridae),
ihre Wirte sind von der Gattung Microbacterium.
Die Familie umfasst die beiden Cluster EC und EI der Actinobacteriophage Database (PhagesDB).
Der Microbacterium-Phage FuzzBuster wurde von Brooklynn Herold an der Western Carolina University aus dem Boden von Cullowhee, North Carolina isoliert. Als Wirt diente Microbacterium foliorum NRRL B-24224. Der Phage hat den Morphotyp der Siphoviren, er ist lytisch.  und wurde im Rahmen des Programms Science Education Alliance – Phage Hunters Advancing Genomics and Evolutionary Science isoliert. Er hat ein zirkulär permutiertes Genom und wird von der PhagesDB als Singleton eingestuft.
Der Microbacterium-Phage Hendrix (GenBank-Zugriffsnummer NC_047977.1) – als Vertreter der Gattung Rogerhendrixvirus – hat ein Genom, das mit ca. 98 kbp (Kilobasenpaaren) deutlich größer ist als das der Hodgkinviridae; daher wird diese Gattung nicht der Familie Hodgkinviridae zugeordnet. In der PhagesDB wird er im Cluster GC geführt.

## Systematik
Die Systematik der Hodgkinviridae ist nach International Committee on Taxonomy of Viruses (ICTV), ergänzt um einige Vorschläge nach der Taxonomie des National Center for Biotechnology Information (NCBI) in Hochkommata mit Stand 1. April 2025 (MSL#40v1) wie folgt:
Familie Hodgkinviridae
- ohne zugewiesene Unterfamilie
  - Gattung Fuzzbustervirus, ohne Clusterzuweisung (Singleton/monotypisch)
    - Spezies Fuzzbustervirus fuzzbuster, mit Microbacterium-Phage FuzzBuster

  - Gattung Margaeryvirus, im Cluster EI
    - Spezies Margaeryvirus margaery, mit Microbacterium-Phage Margaery[A. 1]
    - Spezies Margaeryvirus terij, mit Microbacterium-Phage Terij

  - Gattung Meganvirus (wohl zu unterscheiden von Megavirus), im Cluster EC
    - Spezies Meganvirus megan, mit Microbacterium-Phage Megan
    - Spezies Meganvirus nichole72 (sic!), mit Microbacterium phage Nicole72

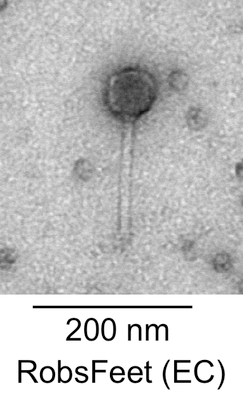
Microbacterium-Phage RobsFeet, Spezies Metamorphoovirus robsfeet

  - Microbacterium-Phage RobsFeet, Spezies Metamorphoovirus robsfeetGattung Metamorphoovirus (7 Spezies), im Cluster EC
    - Spezies Metamorphoovirus ariadne, mit Microbacterium-Phage Ariadne
    - Spezies Metamorphoovirus fireman, mit Microbacterium-Phage Fireman
    - Spezies Metamorphoovirus jayden, mit Microbacterium-Phage Jayden
    - Spezies Metamorphoovirus metamorphoo, mit Microbacterium-Phage Metamorphoo
    - Spezies Metamorphoovirus robsfeet, mit Microbacterium-Phage RobsFeet
    - Spezies Metamorphoovirus teamocil, mit Microbacterium-Phage Teamocil
    - Spezies Metamorphoovirus tyrumba, mit Microbacterium-Phage Tyrumbra

  - Gattung Quhwahvirus (9 Spezies), im Cluster EC
    - Spezies Quhwahvirus clearasmud, mit Microbacterium-Phage ClearAsMud
    - Spezies Quhwahvirus honeyfin, mit Microbacterium-Phage Honeyfin
    - Spezies Quhwahvirus kaihaidragon, mit Microbacterium-Phage KaiHaiDragon
    - Spezies Quhwahvirus littlefortune, mit Microbacterium-Phage LittleFortune
    - Spezies Quhwahvirus noodelyboi, mit Microbacterium-Phage NoodlelyBoi
    - Spezies Quhwahvirus paschalis, mit Microbacterium-Phage Paschalis
    - Spezies Quhwahvirus pulchra, mit Microbacterium-Phage Pulchra
    - Spezies Quhwahvirus quhwah, mit Microbacterium-Phage Quhwah
    - Spezies Quhwahvirus shotgun, mit Microbacterium-Phage Shotgun

## Etymologie
Der Name der Familie Hodgkinviridae ehrt Jonathan Alan Hodgkin, einen britischen Biochemiker, dessen Gruppe den ersten Microbacterium-Phagen charakterisierte; der Suffix ‚-viridae‘ kennzeichnet Virusfamilien.